# ALG1
Hitobiozildifosfodolihol beta-manoziltransferaza je enzim koji je kodiran ALG1 genom. Njena struktura i funkcija je očuvana od nižih ka višim organizmima.

## Funkcija
Biosinteza oligosaharida vezanih za lipide je visoko očuvana među eukariotima i katalizovana je od strane 14 glikoziltransferaza na uređen postupni način. Alg1 manoziltransferaza I (MT I) katalizuje prvi korak manozilacije u ovom procesu. Klinički, nedostatak ALG1 kod ljudi dovodi do ALG1-CDG, urođenog poremećaja glikozilacije.

## Literatura
- Couto JR, Huffaker TC, Robbins PW (јануар 1984). „Cloning and expression in Escherichia coli of a yeast mannosyltransferase from the asparagine-linked glycosylation pathway”. J. Biol. Chem. 259 (1): 378—82. PMID 6368538. doi:10.1016/S0021-9258(17)43670-2 .
- Gao XD, Nishikawa A, Dean N (јун 2004). „Physical interactions between the Alg1, Alg2, and Alg11 mannosyltransferases of the endoplasmic reticulum”. Glycobiology. 14 (6): 559—70. PMID 15044395. doi:10.1093/glycob/cwh072 .
- Otsuki T, Ota T, Nishikawa T,  . (2007). „Signal sequence and keyword trap in silico for selection of full-length human cDNAs encoding secretion or membrane proteins from oligo-capped cDNA libraries.”. DNA Res. 12 (2): 117—26. PMID 16303743. doi:10.1093/dnares/12.2.117 .
- Gerhard DS, Wagner L, Feingold EA,  . (2004). „The Status, Quality, and Expansion of the NIH Full-Length cDNA Project: The Mammalian Gene Collection (MGC)”. Genome Res. 14 (10B): 2121—7. PMC 528928 . PMID 15489334. doi:10.1101/gr.2596504.
- Kranz C, Denecke J, Lehle L,  . (2004). „Congenital Disorder of Glycosylation Type Ik (CDG-Ik): A Defect of Mannosyltransferase I”. Am. J. Hum. Genet. 74 (3): 545—51. PMC 1182267 . PMID 14973782. doi:10.1086/382493.
- Schwarz M, Thiel C, Lübbehusen J,  . (2004). „Deficiency of GDP-Man:GlcNAc2-PP-Dolichol Mannosyltransferase Causes Congenital Disorder of Glycosylation Type Ik”. Am. J. Hum. Genet. 74 (3): 472—81. PMC 1182261 . PMID 14973778. doi:10.1086/382492.
- Grubenmann CE, Frank CG, Hülsmeier AJ,  . (2004). „Deficiency of the first mannosylation step in the N-glycosylation pathway causes congenital disorder of glycosylation type Ik”. Hum. Mol. Genet. 13 (5): 535—42. PMID 14709599. doi:10.1093/hmg/ddh050 .
- Clark HF, Gurney AL, Abaya E,  . (2003). „The Secreted Protein Discovery Initiative (SPDI), a Large-Scale Effort to Identify Novel Human Secreted and Transmembrane Proteins: A Bioinformatics Assessment”. Genome Res. 13 (10): 2265—70. PMC 403697 . PMID 12975309. doi:10.1101/gr.1293003.
- Strausberg RL, Feingold EA, Grouse LH,  . (2003). „Generation and initial analysis of more than 15,000 full-length human and mouse cDNA sequences”. Proc. Natl. Acad. Sci. U.S.A. 99 (26): 16899—903. Bibcode:2002PNAS...9916899M. PMC 139241 . PMID 12477932. doi:10.1073/pnas.242603899 .

## Spoljašnje veze
- GeneReviews/NCBI/NIH/UW entry on Congenital Disorders of Glycosylation Overview
- Human ALG1 genome location and ALG1 gene details page  in the UCSC Genome Browser.